# 管藍
管藍（15世紀—16世紀），字茂玉，號養虛，浙江台州府黃巖縣人，明朝政治人物。

## 生平
管藍是成化十三年（1477年）的舉人，十四年（1478年）中會試副榜，授吉安訓導，因父母去世回鄉，服闋後改任上海訓導，調泰州訓導，秩滿陞吉安推官，府內有十多年未得理會的訴訟，他只用兩個月審結，處理案件亦不避豪強，有富豪誣陷仇家盜竊，賄賂官員造成冤獄，他搜出贓物剌繡枕頂，仇家指出該枕頂為妻子所製作並非贓物，他秘密拘捕其妻子再造一個，比較下發覺並無不同，於是以誣陷良民罪拘捕富豪，人民稱快；寧王朱覲鈞就封建昌，親戚部屬有數萬人，道經吉安命地方官供辦船隻食物，但宴會舉辦不周全，寧王怒而命令綑綁所屬供辦官吏民人處死，當時管藍署理府事，立刻穿著囚服入見寧王，大聲說：「本州供應無狀，罪當處死，與官屬吏民無關。」寧王下令拘禁他，撫臣即日上呈朝廷讓他致仕，事情得以平息，亦保全屬吏，六十一歲才去世，他生平珍惜名節，士大夫視為古人典範，有《閉門歸來》二稿流傳，入祀鄉賢祠。

## 引用
1. 1 2  光緒《黃巖縣志·卷十八·人物志二》：管藍，字茂玉，號養虛，成化丁酉鄉薦，戊戌會試乙榜，選吉安訓導，服闋改上海，調泰州，秩滿擢吉安推官，訟有十餘年不理者，不兩月而判結，獄中懽呼，不避豪強一裁以法，有富室誣仇家以盜，賄囑當路鍛鍊成獄，藍出其贓，視之則刺繡枕頂耳，仇者指為伊妻所製非贓也，乃密拘其妻別製較之皆無二，遂抵富人誣良罪，遠近稱快；甯王就封建昌，親婭部從不下數萬人，道吉安省臣檄辦舟輿供廩餼，宴饌不周，王怒令盡縛所屬官吏民人辦供者椎殺之，時藍署郡，即囚服入見大聲：「本州供應無狀，罪當死，與官屬吏民無與。」王命械繫付，撫臣即日具狀令致仕，事乃寢，屬吏獲全，年六十一卒，生平尚行檢惜名節，士大夫以古人目之，著有《閉門歸來》二稿，祀鄉賢祠 舊志。